# NGC 6867
NGC 6867 је спирална галаксија у сазвежђу Телескоп која се налази на NGC листи објеката дубоког неба.
Деклинација објекта је - 54° 47' 3" а ректасцензија 20h 10m 30,0s. Привидна величина (магнитуда) објекта NGC 6867 износи 13,1 а фотографска магнитуда 13,9. Налази се на удаљености од 51,567 милиона парсека од Сунца. NGC 6867 је још познат и под ознакама ESO 186-6, AM 2006-545, IRAS 20065-5455, PGC 64203.